# La Motte-Chalancon
La Motte-Chalancon település Franciaországban, Drôme megyében. Lakosainak száma 400 fő (2022. január 1.). La Motte-Chalancon Arnayon, Bellegarde-en-Diois, Chalancon, Cornillon-sur-l’Oule, Establet, Jonchères és Rottier községekkel határos.

## Népesség
A település népességének változása:
| Lakosok száma | 486  | 393  | 382  | 456  | 403  | 417  | 426  | 416  | 410  | 400  |
|               | 1968 | 1982 | 1990 | 2006 | 2013 | 2015 | 2017 | 2019 | 2020 | 2022 |